# Zakaria Naidji
Zakaria Naidji (en arabe : زكريا نعيجي), né le 19 janvier 1995 à Bordj Bou Arreridj en Algérie, est un footballeur international algérien jouant au poste d'attaquant au MC Alger.

## Biographie

### En club

#### Débuts au Paradou
Repéré à douze ans après une supervision portant sur 20 000 jeunes joueurs à travers toute l'Algérie, il intègre en 2007 la première promotion de l'Académie Jean-Marc Guillou, en compagnie notamment de Ramy Bensebaini. Dans cette structure liée au club du Paradou, les élèves sont délibérément formés en jouant pieds nus afin de développer le contact direct avec le ballon, ce qui leur permet acquérir une qualité technique très supérieure à la moyenne,. Les académiciens s'entraînent en outre sans gardien de but afin d'apprendre à défendre. Ce n'est qu'à l'âge de 17 ans que Naidji chausse ses premiers crampons.
Après des débuts en équipe première du Paradou en 2015, il est prêté au club de l'USM El Harrach en janvier 2016, pour six mois avec l'équipe U21,.
De retour au Paradou, il s'impose comme titulaire, inscrit neuf buts et est sacré champion d'Algérie de deuxième division en 2017.
Devenu international olympique puis A, il termine meilleur buteur du championnat d'Algérie de première division en 2019, avec un total de 20 buts en 30 matchs,, un seuil qu'aucun joueur n'avait réussi à atteindre depuis l'exercice 1994-1995. Il délivre également cinq passes décisives, dans une saison qui voit le Paradou terminer sur le podium de D1 algérienne et se qualifier pour une coupe d'Afrique pour la première fois de son histoire. À l'été 2019 il a quelques touches en Belgique et au Zamalek, et est annoncé aux Girondins de Bordeaux.

#### Carrière en Europe
Au début du mois d'août 2019, il est prêté pour un an au club portugais du Gil Vicente, avec une option d'achat d'1,4 million d'euros. Le joueur était également en négociations avec le CSKA Moscou. Il joue son premier match en première division portugaise le 10 août 2019, lors de la première journée de championnat, avec la réception du FC Porto (victoire 2-1). Rarement titulaire, il se contente d'un rôle de joker, et inscrit toutefois un but qualifié de « maradonesque » : parti de sa moitié de terrain, il élimine deux joueurs d'un crochet du gauche avant de crucifier le gardien du Sporting Portugal,.
En septembre 2020 il est de nouveau prêté pour une saison, en Tunisie au Club africain. Non qualifié par la Ligue tunisienne en raison des dettes cumulées par son club et d'une interdiction de recrutement prononcée par la FIFA, il ne dispute aucun match en compétition et résilie son contrat en janvier 2021. De retour en Algérie, il est prêté pour six mois à l'USM Alger.
En septembre 2021 il est prêté au Pau FC où il sera rejoint par Farid El Melali qu'il avait côtoyé au Paradou AC et en équipe d'Algérie olympique.
En juin 2022 il est libéré par le Paradou et signe au Stade lavallois, tout juste promu en Ligue 2, pour une saison plus deux en option en cas de maintien. Pour ses débuts, il inscrit un doublé sur le terrain de Bastia et offre une victoire surprise aux Mayennais. Il inscrit un nouveau doublé face à Metz et s'empare de la première place du classement des buteurs dès la quatrième journée. La radio locale France Bleu Mayenne lui consacre alors une chanson, et les supporters lavallois l'élisent « Tango du mois d'août ».

### En équipe nationale

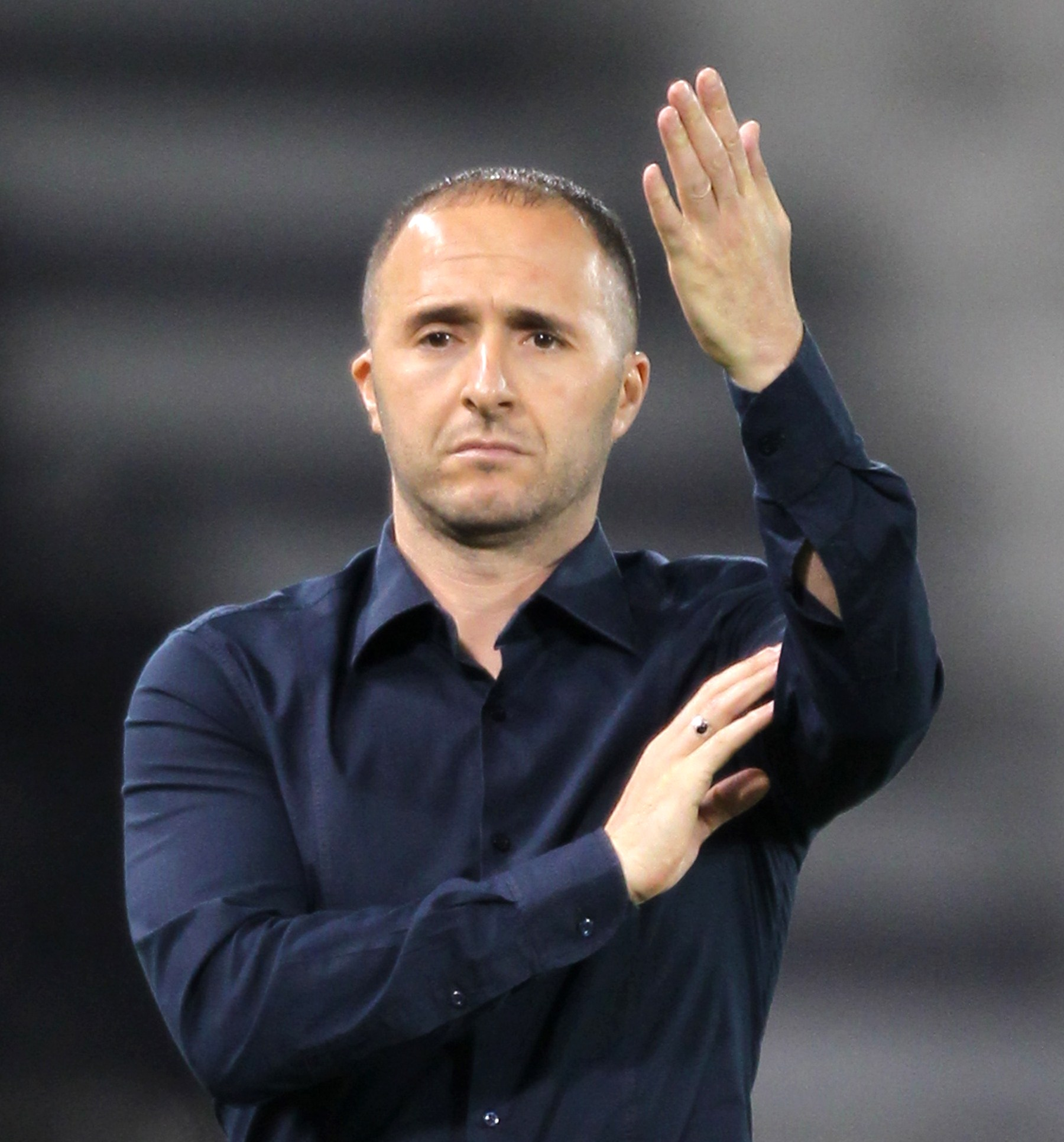
Djamel Belmadi lance Naidji en équipe d'Algérie en 2019.

En mai 2017, il dispute à Bakou les Jeux de la solidarité islamique avec l'équipe d'Algérie olympique. Après un stage de préparation où il marque un retourné acrobatique en amical, il dispute quatre matches sur cinq lors de la compétition et remporte la médaille de bronze.
En octobre 2017 il est appelé pour un stage avec la sélection nationale des locaux (équipe d'Algérie A').
Le 27 décembre 2018, il figure pour la première fois sur le banc des remplaçants de l'équipe d'Algérie, composée essentiellement de joueurs locaux, lors d'un match amical face au Qatar à Doha (victoire 1-0). Blessé la veille du match, il n'entre pas en jeu. Il effectue finalement ses débuts en équipe nationale trois mois plus tard, le 22 mars 2019, contre la Gambie, dans le cadre des éliminatoires de la Coupe d'Afrique des nations 2019. Naidji joue 26 minutes lors de cette rencontre.
Pour la CAN 2019, le sélectionneur algérien Djamel Belmadi lui préfère Islam Slimani, pourtant auteur d'une saison presque blanche en Turquie.
En novembre 2022 il est de nouveau pré-convoqué en équipe nationale.

## Style de jeu
D'après Nabil Djellit, journaliste à France Football, Zakaria Naidji est « un attaquant de mouvement qui aime dévorer les espaces pour se mettre le plus rapidement possible en position de frapper. Techniquement fin, il participe également au jeu en fluidifiant l'animation offensive de son équipe ». Naidji décrit son profil comme proche de Karim Benzema, son joueur modèle, et admire Zlatan Ibrahimovic pour son style de jeu et son aisance technique.
Zakaria Naidji se fait régulièrement remarquer par ses buts spectaculaires : lobs de 40 mètres ou en angle fermé, retourné acrobatique, chevauchée folle en partant de son propre camp. Sa vitesse lui permet d'être particulièrement efficace en contre-attaque.

## Statistiques

### En club
| Saison                | Club                  | Championnat           | Championnat | Championnat | Championnat | Coupe nationale | Coupe nationale | Coupe nationale | Coupe de la Ligue | Coupe de la Ligue | Coupe de la Ligue | Supercoupe | Supercoupe | Supercoupe | Compétition(s) continentale(s) | Compétition(s) continentale(s) | Compétition(s) continentale(s) | Compétition(s) continentale(s) | Total | Total | Total |
| Saison                | Club                  | Division              | M.          | B.          | P.d.        | M.              | B.              | P.d.            | M.                | B.                | P.d.              | M.         | B.         | P.d.       | Comp.                          | M.                             | B.                             | P.d.                           | M.    | B.    | P.d.  |
| 2015-2016             | Paradou AC            | Ligue 2               | 4           | 0           | 0           | -               | -               | -               | -                 | -                 | -                 | -          | -          | -          | -                              | -                              | -                              | -                              | 4     | 0     | 0     |
| 2016-2017             | Paradou AC            | Ligue 2               | 19          | 9           | 0           | 2               | 0               | 0               | -                 | -                 | -                 | -          | -          | -          | -                              | -                              | -                              | -                              | 21    | 9     | 0     |
| 2017-2018             | Paradou AC            | Ligue 1               | 23          | 11          | 2           | 1               | 1               | 0               | -                 | -                 | -                 | -          | -          | -          | -                              | -                              | -                              | -                              | 24    | 12    | 2     |
| 2018-2019             | Paradou AC            | Ligue 1               | 30          | 20          | 7           | 3               | 1               | 1               | -                 | -                 | -                 | -          | -          | -          | -                              | -                              | -                              | -                              | 33    | 21    | 8     |
| Sous-total            | Sous-total            | Sous-total            | 76          | 40          | 9           | 6               | 2               | 1               | -                 | -                 | -                 | -          | -          | -          | -                              | -                              | -                              | -                              | 82    | 42    | 10    |
| 2019-2020             | Gil Vicente FC (prêt) | Liga NOS              | 20          | 1           | 2           | 2               | 0               | 0               | 1                 | 0                 | 0                 | -          | -          | -          | -                              | -                              | -                              | -                              | 23    | 1     | 2     |
| 2020-2021             | USM Alger (prêt)      | Ligue 1               | 16          | 4           | 0           | -               | -               | -               | 3                 | 1                 | 0                 | -          | -          | -          | -                              | -                              | -                              | -                              | 19    | 5     | 0     |
| 2021-2022             | Pau FC (prêt)         | Ligue 2               | 26          | 4           | 0           | 1               | 0               | 0               | -                 | -                 | -                 | -          | -          | -          | -                              | -                              | -                              | -                              | 27    | 4     | 0     |
| 2022-2023             | Stade lavallois       | Ligue 2               | 32          | 7           | 2           | -               | -               | -               | -                 | -                 | -                 | -          | -          | -          | -                              | -                              | -                              | -                              | 32    | 7     | 2     |
| 2023-2024             | Stade lavallois       | Ligue 2               | 4           | 0           | 0           | -               | -               | -               | -                 | -                 | -                 | -          | -          | -          | -                              | -                              | -                              | -                              | 4     | 0     | 0     |
| Sous-total            | Sous-total            | Sous-total            | 36          | 7           | 2           | -               | -               | -               | -                 | -                 | -                 | -          | -          | -          | -                              | -                              | -                              | -                              | 36    | 7     | 2     |
| 2023-2024             | MC Alger              | Ligue 1               | 28          | 11          | 5           | 6               | 1               | 2               | -                 | -                 | -                 | -          | -          | -          | -                              | -                              | -                              | -                              | 34    | 12    | 7     |
| 2024-2025             | MC Alger              | Ligue 1               | 25          | 4           | 6           | 1               | 0               | 0               | -                 | -                 | -                 | 1          | 0          | 0          | CAF                            | 11                             | 1                              | 1                              | 38    | 5     | 7     |
| Sous-total            | Sous-total            | Sous-total            | 53          | 15          | 11          | 7               | 1               | 2               | -                 | -                 | -                 | 1          | 0          | 0          | -                              | 11                             | 1                              | 1                              | 72    | 17    | 14    |
| Total sur la carrière | Total sur la carrière | Total sur la carrière | 227         | 71          | 24          | 16              | 3               | 3               | 4                 | 1                 | 0                 | 1          | 0          | 0          | -                              | 11                             | 1                              | 1                              | 259   | 76    | 28    |

### En sélection nationale
| Saison                | Sélection             | Phases finales        | Phases finales | Phases finales | Phases finales | Éliminatoires CDM | Éliminatoires CDM | Éliminatoires CDM | Éliminatoires CAN | Éliminatoires CAN | Éliminatoires CAN | Matchs amicaux | Matchs amicaux | Matchs amicaux | Total | Total | Total |
| Saison                | Sélection             | Compétition           | M              | B              | Pd             | M                 | B                 | Pd                | M                 | B                 | Pd                | M              | B              | Pd             | M     | B     | Pd    |
| --------------------- | --------------------- | --------------------- | -------------- | -------------- | -------------- | ----------------- | ----------------- | ----------------- | ----------------- | ----------------- | ----------------- | -------------- | -------------- | -------------- | ----- | ----- | ----- |
| 2018-2019             | Algérie               | -                     | -              | -              | -              | -                 | -                 | -                 | 1                 | 0                 | 0                 | 0              | 0              | 0              | 1     | 0     | 0     |
| Total sur la carrière | Total sur la carrière | Total sur la carrière | -              | -              | -              | -                 | -                 | -                 | 1                 | 0                 | 0                 | 0              | 0              | 0              | 1     | 0     | 0     |

### Matchs internationaux
Le tableau suivant liste les rencontres de l'équipe d'Algérie dans lesquelles Zakaria Naidji a été sélectionné depuis le 22 mars 2019 jusqu'à présent.

## Palmarès

### Palmarès en club
| Paradou AC (1)                    | MC Alger (3) |
| --------------------------------- | --- |
| - Ligue 2 (1) : - Champion : 2017 | - Ligue 1 (2) : - Champion : 2024 et 2025 - Coupe d'Algérie : - Finaliste : 2024 - Supercoupe d'Algérie (1) : - Vainqueur : 2024 |

### Distinctions personnelles
- Meilleur buteur du championnat d'Algérie en 2018-19 (20 buts), soulier d'or.